# Губанов, Александр Дмитриевич
Александр Дмитриевич Губанов (род. 8 ноября 2005, Москва) — российский хоккеист, защитник.

## Биография
Начинал заниматься хоккеем в московском «Динамо», в 2016 году перешёл в «Спартак». С 2022 года — в системе ХК «Сочи», в сезонах 2022/23 — 2024/25 играл за «Капитан» Ступино в МХЛ. 31 января 2025 года в гостевой игре «Сочи» против «Куньлунь Ред Стар» (4:2) дебютировал в КХЛ, проведя единственный матч в лиге в сезоне. Концовку сезона провёл в команде НМХЛ «Гранит» Чехов. В июне 2025 года был обменян в ЦСКА.